# Association Sportive de Saint-Étienne Loire 2024-2025 (femminile)
Questa voce raccoglie le informazioni riguardanti la squadra femminile dell'Association Sportive de Saint-Étienne Loire nelle competizioni ufficiali della stagione 2024-2025.

## Stagione
Dopo il rinnovo del contratto con il tecnico Laurent Mortel, la dirigenza dell'ASSE si muove sul mercato estivo per reintegrare l'organico in tutti i settori, oltre che per le calciatrici in partenza anche per il ritiro dal calcio giocato della centrocampista Élise Legrout e delle due attaccanti Hayley Dowd e Laury Jésus. Il club si muove sul mercato britannico, mettendo sotto contratto atlete provenienti dai campionati inglese e scozzese, incrementando tra l'altro le calciatrici di nazionalità canadese.
L'inizio del rinominato campionato di Première Ligue appare promettente, con tre vittorie nei primi tre incontri, tuttavia dalla 4ª giornata la squadra inizia una serie di risultati negativi che la vedranno retrocedere fino al 7º posto alla fine del girone di andata per poi sprofondare ulteriormente nella seconda parte del campionato fino alle soglie della retrocessione. Mortel, trovatosi in disaccordo con la nuova proprietà, il gruppo canadese Kilmer Sports Ventures, già dal loro acquisto del club, sia per i risultati deludenti che per una supposta pressione o addirittura violenza nei confronti di dipendenti del club, viene ufficialmente esonerato il 28 gennaio 2025. Al suo posto, dalla 14ª giornata viene promosso Marc-Antoine Brihat, suo vice dall'estate 2023, inizialmente ad interim ma che di fatto porta a termine la stagione.
Molto più incoraggiante il percorso del Saint-Étienne in Coppa di Francia. Dopo aver superato di misura l'Olympique Marsiglia, formazione che milita in Seconde Ligue, ai sedicesimi di finale, affronta in sequenza Stade Reims (PL) agli ottavi e Template:Calcio femminile Stade Lilla (SL), superandole rispettivamente per 2-0 e 3-0, giungendo quindi allo scontro con il Paris Saint-Germain, il quale in una delle due semifinali riesce ad imporsi con la rete di Grace Geyoro in zona Cesarini, con le parigine che con il risultato di 2-1 eliminano l'ASSE dal torneo.

## Maglie e sponsor
La grafica è la stessa adottata dalla squadra maschile del Saint-Étienne e che riprendono i colori sociali del club, il verde e il bianco. Main sponsor è ZeBet, mentre quello tecnico, fornitore delle tenute da gioco, è Le Coq sportif.
| Casa | Trasferta | 3 tenuta |

## Organigramma societario
Come da sito societario, aggiornato al 16 Giunio 2025:
Area tecnica
- Allenatore: Marc-Antoine Brihat
- Vice allenatore:
- Preparatore dei portieri: Baptiste Dumas
- Preparatori atletici: Dupuis Bertrand, Mathieu Dupré, Tanguy Viallet
- Medici sociali: Benoît Bouthin, Rémi Philippot
- Fisioterapisti: Pierre-Luc Fouvet
- Analista tattica: Suzy Pasquier
- Team Manager: Hervé Faure
- Dietista: Thomas Sabot
- Responsabile della squadra: Hervé Faure

## Rosa
Rosa, ruoli e numeri di maglia come da sito ufficiale, integrati dal sito footofeminin.fr, aggiornati al 28 aprile 2025.
| N. |                    | Ruolo | Calciatrice           |
| -- | ------------------ | ----- | --------------------- |
| 1  | Canada (bandiera)  | P     | Emma Templier         |
| 2  | Camerun (bandiera) | D     | Easther Mayi Kith     |
| 3  | Francia (bandiera) | D     | Chloé Tapia           |
| 6  | Francia (bandiera) | D     | Lisa Martinez         |
| 7  | Francia (bandiera) | A     | Adèle Connesson       |
| 8  | Canada (bandiera)  | A     | Alexandria Lamontagne |
| 9  | Francia (bandiera) | A     | Sarah Cambot          |
| 10 | Francia (bandiera) | C     | Solène Champagnac     |
| 11 | Canada (bandiera)  | C     | Sarah Stratigakis     |
| 12 | Haiti (bandiera)   | C     | Amandine Pierre-Louis |
| 13 | Francia (bandiera) | C     | Faustine Bataillard   |
| 14 | Francia (bandiera) | D     | Fiona Bogi            |
| 15 | Francia (bandiera) | D     | Marine Perea          |

| N. |                    | Ruolo | Calciatrice       |
| -- | ------------------ | ----- | ----------------- |
| 16 | Francia (bandiera) | P     | Maryne Gignoux    |
| 18 | Francia (bandiera) | A     | Cindy Caputo      |
| 19 | Francia (bandiera) | A     | Nadjma Ali Nadjim |
| 20 | Francia (bandiera) | D     | Taeryne Job       |
| 21 | Francia (bandiera) | C     | Marie Dehri       |
| 23 | Algeria (bandiera) | D     | Morgane Belkhiter |
| 25 | Francia (bandiera) | D     | Inès Masson       |
| 29 | Francia (bandiera) | D     | Marion Romanelli  |
| 30 | Francia (bandiera) | P     | Alexane Géry      |
| 33 | Francia (bandiera) | D     | Maéva Maniouloux  |
| 34 | Francia (bandiera) | C     | Maud Ferrière     |
| 34 | Francia (bandiera) | A     | Djenna-Léna Tene  |
| 35 | Francia (bandiera) | D     | Thaïs Aznar       |

## Calciomercato

### Sessione estiva
| Acquisti | Acquisti          | Acquisti     | Acquisti |
| R.       | Nome              | da           | Modalità |
| -------- | ----------------- | ------------ | -------- |
| P        | Emma Templier     | Nizza        | [ 1 ]    |
| D        | Fiona Bogi        | Rodez        | [ 1 ]    |
| D        | Easther Mayi Kith | Reading      | [ 1 ]    |
| D        | Lisa Martinez     | Rangers      | [ 1 ]    |
| D        | Marine Péréa      | Guingamp     | [ 1 ]    |
| C        | Sarah Stratigakis | Bristol City | [ 1 ]    |
| A        | Nadjma Ali Nadjim | Le Havre     | [ 1 ]    |
| A        | Sarah Cambot      | Guingamp     | [ 1 ]    |
| A        | Adèle Connesson   | Stade Reims  | [ 1 ]    |

| Cessioni | Cessioni               | Cessioni            | Cessioni      |
| R.       | Nome                   | a                   | Modalità      |
| -------- | ---------------------- | ------------------- | ------------- |
| P        | Zaynab Yewande Balogun | Spartak Subotica    | [ 1 ]         |
| D        | Anaëlle Anglais        | Tolosa              | [ 1 ]         |
| D        | Ninon Blanchard        | Olympique Marsiglia | [ 1 ]         |
| D        | Noémie Carage          | Digione             | [ 9 ] [ 1 ]   |
| D        | Ophélie Chaudier       | Clermont Foot       | [ 1 ]         |
| C        | Baby-Jordy Benera      | Paris Saint-Germain | fine prestito |
| C        | Élise Legrout          |                     | ritirata      |
| C        | Amanda Mbadi           | Espanyol            | [ 1 ]         |
| C        | Regina Otu             | Fenerbahçe          | [ 1 ]         |
| A        | Louann Archier         | Lens                | [ 1 ]         |
| A        | Phoenetia Browne       | Valencia            | [ 1 ]         |
| A        | Hayley Dowd            |                     | ritirata      |
| A        | Kess Elmore            | Brooklyn            | [ 1 ]         |
| A        | Laury Jésus            |                     | ritirata      |

### Sessione invernale
| Acquisti | Acquisti         | Acquisti | Acquisti |
| R.       | Nome             | da       | Modalità |
| -------- | ---------------- | -------- | -------- |
| D        | Thaïs Aznar      | Le Puy   |          |
| D        | Marion Romanelli | Le Puy   | [ 10 ]   |
| C        | Marie Dehri      | Bordeaux | [ 10 ]   |

| Cessioni | Cessioni     | Cessioni | Cessioni   |
| R.       | Nome         | a        | Modalità   |
| -------- | ------------ | -------- | ---------- |
| D        | Marine Péréa | Tolosa   | definitivo |

## Risultati

### Première Ligue

#### Girone di andata
| Arbitro: | Daupeux |

|           |           |                               |
| Nassi 45’ | Marcatori | 20’ Pierre-Louis 22’ Martinez |

| Arbitro: | El Bour |

|  |           |           |
|  | Marcatori | 2’ Caputo |

| Arbitro: | Collin |

|              |           |  |
| Caputo 90+2’ | Marcatori |  |

| Arbitro: | Rochebilière |

|                                                     |           |          |
| Cance 15’, 83’ Roth 25’ Stievenart 33’ Demeyere 88’ | Marcatori | 22’ Bogi |

| Arbitro: | El Bour |

|  |           |                          |
|  | Marcatori | 33’ Krezyman 79’ Pinther |

| Arbitro: | Vanderstichel |

|                            |           |  |
| Chapelle 40’ Hannequin 60’ | Marcatori |  |

| Arbitro: | Fournier |

|                                     |           |                          |
| Caputo 25’ Bogi 39’ Stratigakis 64’ | Marcatori | 66’ Kamczyk 87’ Kopińska |

| Arbitro: | Gerbel |

| |           |  |
| Horan-Heaps 12’, 14’, 35’, 67’ Le Sommer 48’ Majri 52’ Chawinga 79’ Van de Donk 88’ Dumornay 90’ Diani 90+2’, 90+7’ | Marcatori |  |

| Arbitro: | Bessière |

|  |           |                         |
|  | Marcatori | 2’ Gstalter 43’ Onumonu |

| Arbitro: | Fournier |

|                            |           |  |
| Lamontagne 33’ TCambot 59’ | Marcatori |  |

| Arbitro: | Collin |

|  |           |                                |
|  | Marcatori | 18’, 90+1’ Katoto 21’ Leuchter |

#### Girone di ritorno
| Arbitro: | Vanderstichel |

|  |           |                             |
|  | Marcatori | 39’ Boucly 61’, 68’ Sangaré |

| Arbitro: | Beyer |

|                                                         |           |  |
| Louis 17’, 46’, 48’ Rober 25’ Traoré 55’ Fontaine 90+4’ | Marcatori |  |

| Arbitro: | El Bour |

|                |           |                                  |
| Caputo 7’, 76’ | Marcatori | 16’ Fleury 82’ (aut.) Champagnac |

| Arbitro: | Collin |

|                                         |           |  |
| Garbino 48’, 54’ Bourdieu 72’ Bussy 76’ | Marcatori |  |

| Arbitro: | Gerbel |

|                      |           |                    |
| Connesson 82’ (rig.) | Marcatori | 26’ Cance 71’ Roth |

| Arbitro: | Daupeux |

|               |           |  |
| Levasseur 89’ | Marcatori |  |

| Arbitro: | Beyer |

|  |           |                                                                  |
|  | Marcatori | 9’ Le Sommer 36’ Hegerberg 45+1’ Däbritz 51’ Gilles 74’ Dumornay |

| Arbitro: | Rochebilière |

|                                                                  |           |  |
| Geyoro 5’ (rig.) Dunn 6’, 41’ Groenen 10’ Mbock 26’ Katoto 45+2’ | Marcatori |  |

| Arbitro: | Daupeux |

|                 |           |  |
| Jedlińska 90+5’ | Marcatori |  |

| Arbitro: | Vanderstichel |

|              |           |             |
| Cambot 90+2’ | Marcatori | 6’ Hoeltzel |

| Arbitro: | Bessière |

|                          |           |                                |
| Bhandari 57’, 85’, 90+5’ | Marcatori | 54’ Pierre-Louis 61’ Connesson |

### Coppa di Francia
| Arbitro: | Daupeux |

|                                 |           |             |
| Champagnac 59’ Pierre-Louis 74’ | Marcatori | 43’ Khezami |

| Arbitro: | Gerbel |

|  |           |                           |
|  | Marcatori | 45’ Bataillard 51’ Caputo |

| Arbitro: | Beyer |

|  |           |                                        |
|  | Marcatori | 47’ Pierre-Louis 79’ Caputo 84’ Cambot |

| Arbitro: | Collin |

|                 |           |                         |
| Stratigakis 72’ | Marcatori | 67’ Albert 90+7’ Geyoro |

## Statistiche

### Statistiche di squadra
| Competizione     | Punti | In casa | In casa | In casa | In casa | In casa | In casa | In trasferta | In trasferta | In trasferta | In trasferta | In trasferta | In trasferta | Totale | Totale | Totale | Totale | Totale | Totale | DR  |
| Competizione     | Punti | G       | V       | N       | P       | Gf      | Gs      | G            | V            | N            | P            | Gf           | Gs           | G      | V      | N      | P      | Gf     | Gs     | DR  |
| ---------------- | ----- | ------- | ------- | ------- | ------- | ------- | ------- | ------------ | ------------ | ------------ | ------------ | ------------ | ------------ | ------ | ------ | ------ | ------ | ------ | ------ | --- |
| Première Ligue   | 17    | 11      | 3       | 2       | 6       | 10      | 22      | 11           | 2            | 0            | 9            | 6            | 40           | 22     | 5      | 2      | 15     | 16     | 62     | -46 |
| Coppa di Francia | -     | 2       | 1       | 0       | 1       | 3       | 3       | 2            | 2            | 0            | 0            | 5            | 0            | 4      | 3      | 0      | 1      | 8      | 3      | +5  |
| Totale           | -     | 13      | 4       | 2       | 7       | 13      | 25      | 13           | 4            | 0            | 9            | 11           | 40           | 26     | 8      | 2      | 16     | 24     | 65     | -41 |

### Andamento in campionato
| Giornata  | 1 | 2 | 3 | 4 | 5 | 6 | 7 | 8 | 9 | 10 | 11 | 12 | 13 | 14 | 15 | 16 | 17 | 18 | 19 | 20 | 21 | 22 |
| --------- | - | - | - | - | - | - | - | - | - | -- | -- | -- | -- | -- | -- | -- | -- | -- | -- | -- | -- | -- |
| Luogo     | T | T | C | T | C | T | C | T | C | C  | C  | C  | T  | C  | T  | C  | T  | C  | T  | T  | C  | T  |
| Risultato | V | V | V | P | P | P | V | P | P | V  | P  | P  | P  | N  | P  | P  | P  | P  | P  | P  | N  | P  |
| Posizione | 4 | 4 | 3 | 3 | 4 | 8 | 5 | 7 | 8 | 6  | 7  | 8  | 8  | 8  | 8  | 8  | 9  | 9  | 9  | 9  | 9  | 10 |

Legenda:

Luogo: C = Casa; T = Trasferta. Risultato: V = Vittoria; N = Pareggio; P = Sconfitta.

### Statistiche delle giocatrici
| Giocatore          | Division 1 | Division 1 | Division 1  | Division 1 | Coppa di Francia | Coppa di Francia | Coppa di Francia | Coppa di Francia | Totale   | Totale | Totale      | Totale     |
| Giocatore          | Presenze   | Reti       | Ammonizioni | Espulsioni | Presenze         | Reti             | Ammonizioni      | Espulsioni       | Presenze | Reti   | Ammonizioni | Espulsioni |
| ------------------ | ---------- | ---------- | ----------- | ---------- | ---------------- | ---------------- | ---------------- | ---------------- | -------- | ------ | ----------- | ---------- |
| T. Aznar           | 1          | 0          | 0           | 0          | 0                | 0                | 0                | 0                | 1        | 0      | 0           | 0          |
| F. Bataillard      | 20         | 0          | 5           | 0          | 4                | 1                | 1                | 0                | 24       | 1      | 6           | 0          |
| M. Belkhiter       | 21         | 0          | 3           | 0          | 2                | 0                | 2                | 0                | 23       | 0      | 5           | 0          |
| F. Bogi            | 21         | 2          | 3           | 0          | 3                | 0                | 1                | 0                | 24       | 2      | 4           | 0          |
| S. Cambot          | 22         | 2          | 3           | 0          | 4                | 1                | 0                | 0                | 26       | 3      | 3           | 0          |
| C. Caputo          | 19         | 5          | 1           | 0          | 4                | 2                | 1                | 0                | 23       | 7      | 2           | 0          |
| S. Champagnac      | 21         | 0          | 5           | 0          | 4                | 1                | 2                | 0                | 25       | 1      | 7           | 0          |
| A. Connesson       | 21         | 2          | 1           | 0          | 4                | 0                | 1                | 0                | 25       | 2      | 2           | 0          |
| M. Dehri           | 5          | 0          | 0           | 0          | 0                | 0                | 0                | 0                | 5        | 0      | 0           | 0          |
| M. Ferrière        | 4          | 0          | 1           | 0          | 2                | 0                | 0                | 0                | 6        | 0      | 1           | 0          |
| C. Favier          | 1          | 0          | 0           | 0          | -                | -                | -                | -                | 1        | 0      | 0           | 0          |
| M. Gignoux-Soulier | 22         | -62        | 0           | 0          | 1                | -2               | 0                | 0                | 23       | -64    | 0           | 0          |
| A. Géry            | -          | -          | -           | -          | 0                | 0                | 0                | 0                | 0        | 0      | 0           | 0          |
| T. Job             | 11         | 0          | 0           | 0          | 2                | 0                | 0                | 0                | 13       | 0      | 0           | 0          |
| A. Lamontagne      | 16         | 1          | 3           | 0          | 2                | 0                | 1                | 0                | 18       | 1      | 4           | 0          |
| M. Maniouloux      | 22         | 0          | 1           | 0          | 2                | 0                | 0                | 0                | 24       | 0      | 1           | 0          |
| L. Martinez        | 18         | 1          | 5           | 0          | 1                | 0                | 0                | 0                | 19       | 1      | 5           | 0          |
| I. Masson          | 0          | 0          | 0           | 0          | -                | -                | -                | -                | 0        | 0      | 0           | 0          |
| E. Mayi Kith       | 20         | 0          | 3           | 0          | 4                | 0                | 0                | 0                | 24       | 0      | 3           | 0          |
| N.A. Nadjim        | 1          | 0          | 0           | 0          | -                | -                | -                | -                | 1        | 0      | 0           | 0          |
| M. Perea           | 5          | 0          | 0           | 0          | -                | -                | -                | -                | 5        | 0      | 0           | 0          |
| A. Pierre-Louis    | 21         | 2          | 4           | 0          | 4                | 2                | 1                | 0                | 25       | 4      | 5           | 0          |
| M. Romanelli       | 5          | 0          | 0           | 0          | 2                | 0                | 1                | 0                | 7        | 0      | 1           | 0          |
| S.A. Stratigakis   | 22         | 1          | 0           | 0          | 3                | 1                | 0                | 0                | 25       | 2      | 0           | 0          |
| C. Tapia           | 19         | 0          | 6           | 0          | 4                | 0                | 1                | 0                | 23       | 0      | 7           | 0          |
| E. Templier        | 0          | 0          | 0           | 0          | 3                | -1               | 0                | 0                | 3        | -1     | 0           | 0          |
| D.L. Tene          | 2          | 0          | 0           | 0          | -                | -                | -                | -                | 2        | 0      | 0           | 0          |